# Комсомольский (Петровский район)
Комсомольский — поселок в Петровском районе Саратовской области, входит в состав сельского поселения Синеньское муниципальное образование.

## География
Находится на расстоянии примерно 16 километров по прямой на восток-юго-восток от районного центра города Петровск. 

## История
Официальная дата основания 1930 год.  Поселение возникло как посёлок совхоза "Культармеец". В поздний советский период в Комсомольском располагалась центральная усадьба совхоза "Вязьминский". 

## Население
Постоянное население составило 252 человек (русские 64%, татары 29%) в 2002 году, 228 в 2010.